# Непела, Ондрей
О́ндрей Не́пела (словац. Ondrej Nepela; (22 января 1951, Братислава — 2 февраля 1989, Мангейм, Баден-Вюртемберг) —  чехословацкий фигурист, олимпийский чемпион 1972 года, трёхкратный чемпион мира, пятикратный чемпион Европы, восьмикратный чемпион Чехословакии. Заслуженный мастер спорта СССР (1972). За свои достижения был назван спортсменом года в Чехословакии в 1971 году.

## Биография
Фигурным катанием Ондрей Непела начал заниматься в 7-летнем возрасте в братиславском клубе «Слован». Его тренером уже тогда стала Хильда Мудра, под руководством которой он тренировался всю свою спортивную карьеру.
На мировой сцене Ондрей Непела дебютировал в 13-летнем возрасте на Олимпиаде в Инсбруке в 1964 году. Его успех был не слишком впечетляющ — он закончил 22-м. Но уже год спустя Ондрей в первый раз получил звание чемпиона Чехословакии, а с 1966 года по 1968 год ему удалось завоевать три бронзовые медали на чемпионате Европы. На Олимпиаде 1968 года он уже претендовал на получение медали, но ему не повезло. После обязательной программы он занимал только 5-е место, а в произвольной допустил несколько ошибок. В итоге он занял лишь 8-е место.
В начале 1970-х годов Ондрей Непела становится лучшим фигуристом мира. С 1971 по 1973 год ему удалось победить в мужском одиночном катании на трёх чемпионатах мира подряд. В 1971 году он получил звание лучшего спортсмена года в Чехословакии.
На следующих зимних Олимпийских играх в японском Саппоро в 1972 году Ондрей выступал уже в качестве фаворита. После обязательных фигур он значительно опережал своих самых сильных соперников — француза Патрика Пера и Сергея Четверухина из СССР.
Хотя в произвольной программе он упал, исполняя тройной риттбергер, и занял лишь четвёртое место, преимущества в фигурах хватило для общей победы. Его золотая медаль стала второй по счёту наивысшей наградой с зимних Олимпийских игр для Чехословакии. В дни 50-летия СССР (1972), Непеле, в числе первых зарубежных спортсменов из социалистических стран, было присвоено звание Заслуженный мастер спорта СССР.
После победы на Олимпиаде Ондрей остался в любительском статусе ещё на год, потому что хотел участвовать в чемпионате мира 1973 года, проходившем в его родной Братиславе. Тот чемпионат он также выиграл.
После завершения любительской карьеры Ондрей Непела в течение 13 лет выступал как солист шоу-тура «Holiday on Ice». Позже работал тренером в ФРГ, в частности тренировал Клаудию Лейстнер, чемпионку Европы 1989 года.
Непела умер от связанных со СПИДом осложнений в 1989 году, в возрасте 38 лет. В 1997 году вышла автобиографическая книга канадского фигуриста Толлера Крэнстона (1949—2015) «Zero Tollerance», где он описал свою гомосексуальную связь с Непелой.
С 1993 года, словацкая Федерация фигурного катания каждую осень проводит соревнование названное Мемориалом Ондрея Непелы. Бессменный тренер Гилда Мудра вручает награды от его имени. В декабре 2000 года он был назван спортсменом столетия Словацкой республики.
В апреле 2019 года включён в Зал славы мирового фигурного катания.
В 2024 году посмертно награждён словацким орденом Людовита Штура I степени за выдающиеся заслуги в развитии Словацкой Республики в области спорта.

## Спортивные достижения
| Соревнования/Сезон      | 1964 | 1965 | 1966 | 1967 | 1968 | 1969 | 1970 | 1971 | 1972 | 1973 |
| Зимние Олимпийские игры | 22   |      |      |      | 8    |      |      |      | 1    |      |
| Чемпионаты мира         | 17   |      | 8    |      |      | 2    | 2    | 1    | 1    | 1    |
| Чемпионаты Европы       |      | 8    | 3    | 3    | 3    | 1    | 1    | 1    | 1    | 1    |
| Чемпионаты Чехословакии |      | 1    | 1    | 1    | 1    | 1    |      | 1    | 1    | 1    |